# 巨然
巨然，生卒年不详，五代十國南唐画家，開元寺僧人，钟陵（今江西省南昌附近）人，也可能是建业（今江苏省南京）人，南唐滅亡後，隨後主李煜降宋，至汴梁。 其“受业于本郡（指今江苏南京）开元寺”（刘道醇《圣朝名画评》），师从董源，和董源並稱「董巨」。

## 畫風主旨
巨然的山水画构成，虽出自董源，但自成一格。现存的画多为竖式构图。表现内容与董源之作大体相近，但加入了一些北方山水画的构图，而且笔墨趋于粗放，一般没有云雾迷濛之景。米芾评他“少年时多作矾头，老年平淡趣高”，可见他的画风不断地随着年岁演变。傳世《蕭翼賺蘭亭圖》、《層巖叢樹圖》和《秋山問道圖》等畫作，目前為國立故宮博物院收藏。

## 外部連結
- Juran Painting Gallery （页面存档备份，存于） at China Online Museum
- Landscapes Clear and Radiant: The Art of Wang Hui (1632-1717) （页面存档备份，存于）, an exhibition catalog from The Metropolitan Museum of Art (fully available online as PDF), which contains material on Juran (see index)